# Gueroma lineata
Genre
Espèce
Gueroma lineata, unique représentant du genre Gueroma, est une espèce d'opilions laniatores de la famille des Cosmetidae.

## Distribution
Cette espèce est endémique du Guerrero au Mexique. Elle se rencontre vers Lo Bajo et Cayaco.

## Description
La femelle holotype mesure 7,2 mm.

## Publication originale
- Goodnight & Goodnight, 1942 : « Phalangida from Mexico. » American Museum Novitates, no 1211, p. 1–18 (texte intégral).